# 엄성섭의 일도양단
《엄성섭 일도양단》은 종합편성채널 TV조선의 저녁 뉴스 프로그램이다.

## 그 외 TV조선 뉴스 프로그램
- TV조선 뉴스 7
- TV조선 뉴스 9
- 문갑식의 신통방통
- TV조선 뉴스 1
- TV조선 뉴스 4
- TV조선 저녁뉴스 7
- TV조선 뉴스 판
- TV조선 주말뉴스 토 일